# Sister My Sister
Sister My Sister (bra: Entre Elas) é um filme britânico de 1994 estrelado por Julie Walters, Joely Richardson e Jodhi May. O filme foi dirigido por Nancy Meckler e escrito por Wendy Kesselman, baseado em sua própria peça, My Sister in This House.

## Elenco
- Julie Walters como Madame Danzard
- Joely Richardson como Christine Papin
- Jodhi May como Lea Papin
- Sophie Thursfield como Isabelle Danzard
- Amelda Brown como Visitante
- Lucita Pope como Visitante
- Kate Gartside como Irmã Veronica
- Aimee Schmidt como Lea jovem
- Gabriella Schmidt como Christine jovem